# Waseda (metropolitana di Tokyo)
La Stazione di Waseda (早稲田駅?, Waseda-eki) è una stazione della Metropolitana di Tokyo, si trova nel quartiere di Shinjuku ed è una stazione della linea Tōzai (T-04). A pochi minuti a piedi si trova la fermata Waseda del tram Toden Arakawa.

## Intorno alla stazione
- Università di Waseda
  - Waseda Campus (5 minuti a piedi[1])
  - Toyama Campus (3 minuti a piedi[2])
  - Nishi-Waseda Campus (22 minuti a piedi[3])
  - Kikui-cho Campus (5 minuti a piedi[4])
- Parco di Toyama (戸山公園?)

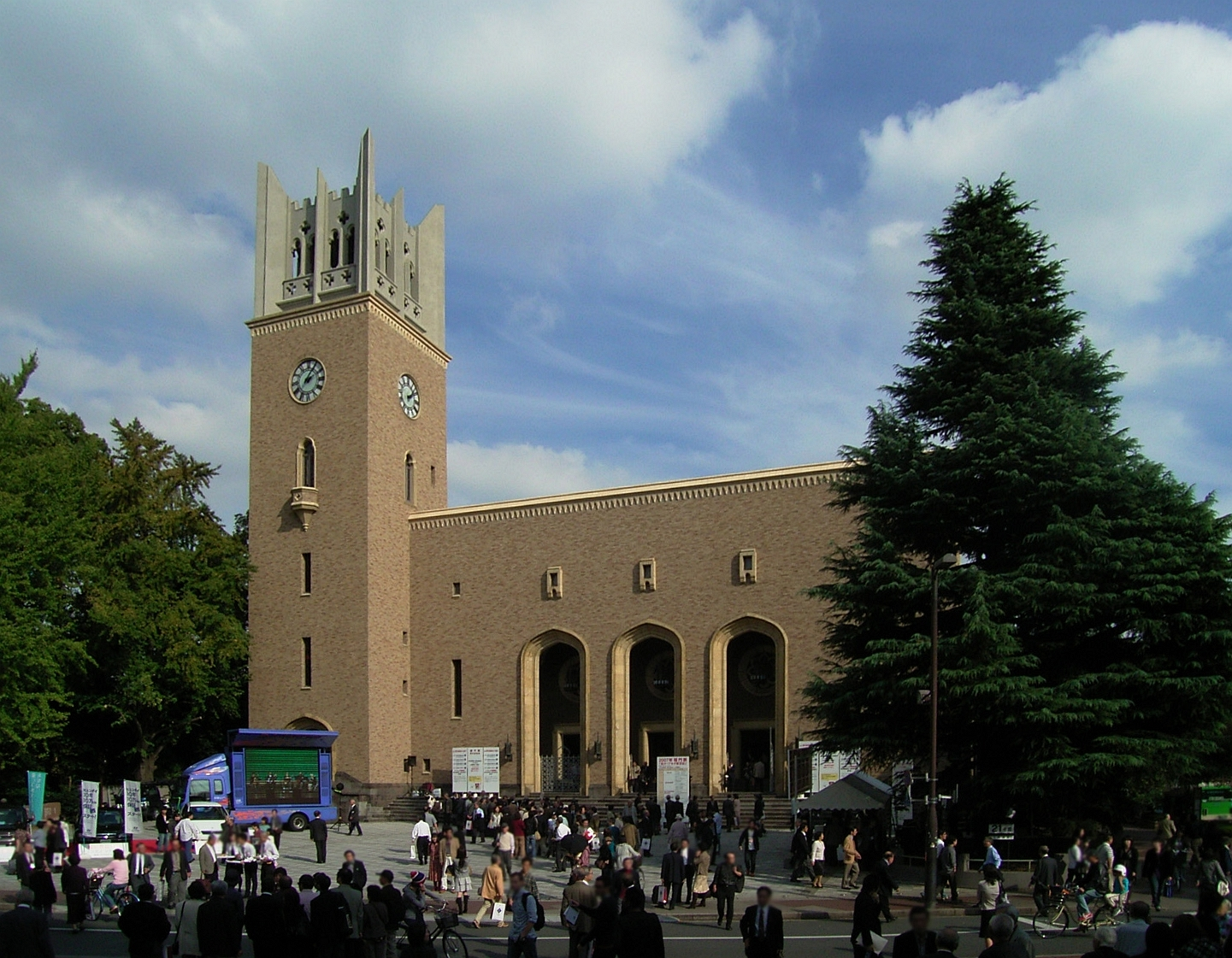
Università di Waseda
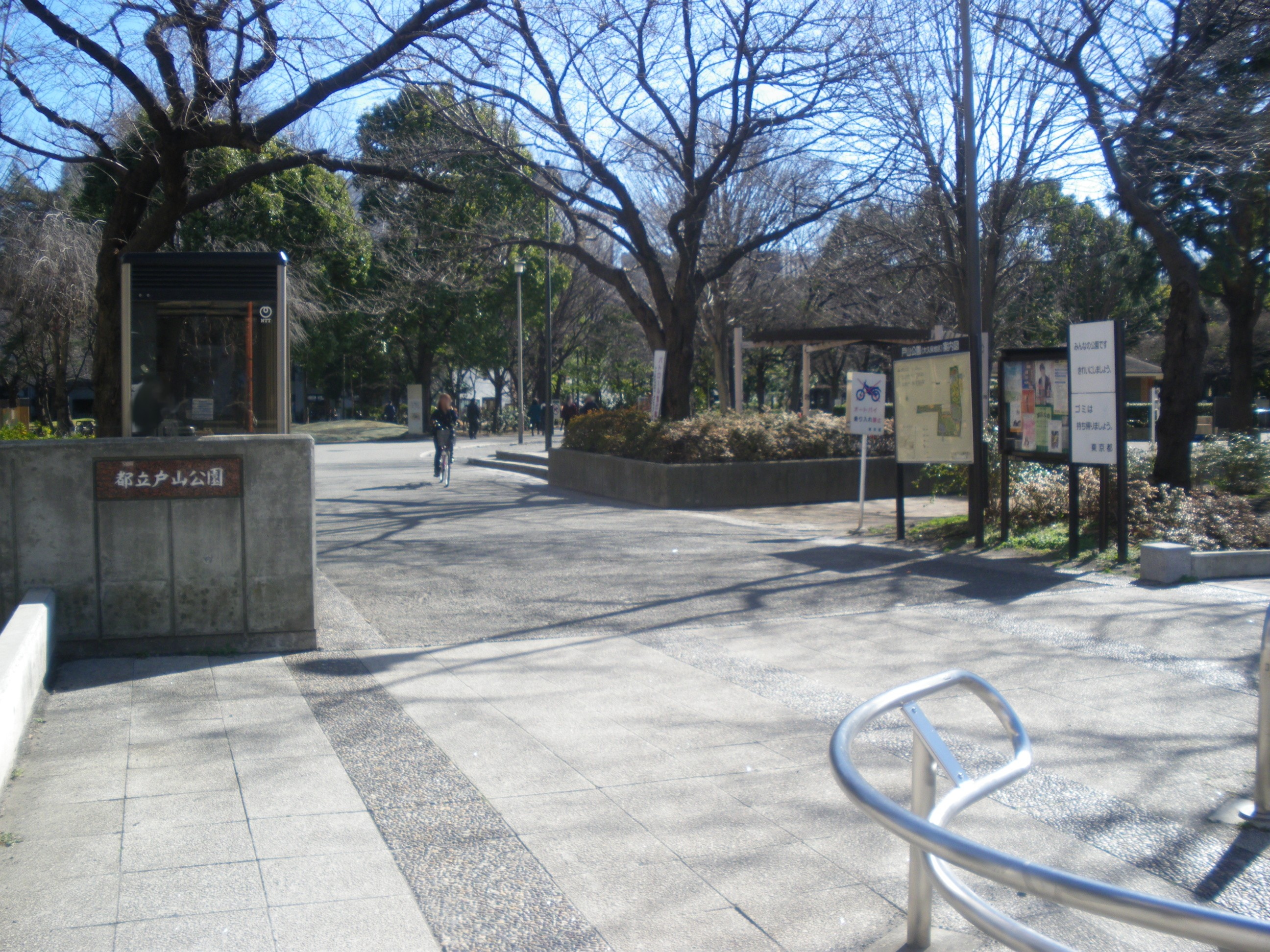
Parco di Toyama